# Агия Триада (дем Гревена)
Вижте пояснителната страница за други значения на Агия Триада.
Агия Триада (на гръцки: Αγία Τριάδα, катаревуса: Αγία Τριάς, Агия Триас) е село в Република Гърция, дем Гревена на област Западна Македония. Агия Триада има 93 жители (2001 г.)

## География
Селото е разположено на 810 m надморска височина на около 15 km северно от град Гревена и на 1 km североизточно от Амигдалиес (Пикровеница).

## История
Агия Триада е издигнато след края на Гражданската война в 1949 година.
В 1971 година Агия Триада е административно признато като отделно село.
| Година    | 1913 | 1920 | 1928 | 1940 | 1951 | 1961 | 1971 | 1981 | 1991 | 2001 | 2011 | 2021 |
| --------- | ---- | ---- | ---- | ---- | ---- | ---- | ---- | ---- | ---- | ---- | ---- | ---- |
| Население |      |      |      |      |      |      | 99   | 99   | 79   | 93   | 32   | 31   |